# Église Saint-Alban de Saint-Ouen-la-Thène
L'église Saint-Alban de Saint-Ouen est une église située à Saint-Ouen-la-Thène, dans le département français de la Charente-Maritime en région Nouvelle-Aquitaine.

## Historique

### Construction de l'église
La construction de la petite église de Saint-Ouen remonte à l'an 1031 sur un petit promontoire surplombant le ruisseau du Briou qui prend sa source à la Fontaine de Charlemagne à quelques encablures en amont. La légende locale dit que ce serait Charlemagne qui aurait fait jaillir cette source pour abreuver son armée de passage ici, pendant la libération de la Saintonge de l'occupation sarrasine. L'église est placée sous le vocable d'Alban de Verulamium (saint Alban), martyr chrétien mort en 283, en Angleterre.

### Abandon et ruine de l'église
L'église est protégée en tant que monument historique : inscription par arrêté du 12 janvier 1931.
Elle a survécu plus ou moins bien jusqu'en 1946 date à laquelle la dernière messe a été célébrée. De nombreux témoignages rapportent qu'elle était alors couverte de lierres. En 1960 un projet de restauration fut abandonné, la commune ne pouvant financer seule la restauration. Laissée à l'abandon, en 1972 le clocher s'effondra. Ce fut la perspicacité du maire de l'époque, Guy Voyer et le club Marpen de Tusson qui sauvèrent l'édifice. L'église n'a pas été rendue au culte après sa restauration mais est ouverte au public. 

### Renaissance de l'église
L'église de Saint-Ouen-la-Thène, en Pays de Matha, a été sauvée de la ruine dans les années 1980 par le club Marpen de Tusson dans le département de la Charente qui s'est consacré pendant douze ans à sa restauration. Des jeunes de toute l'Europe sont venus prêter main-forte sur le chantier. Le chœur et le clocher furent entièrement reconstruits.
Le travail et la ténacité du club Marpen lui a valu de nombreux prix et encouragements : en 1986 prix du concours de chefs-d'œuvre en péril, en 1987 prix du concours régional des chantiers de jeunesse et en 1994 à la fin des travaux le Club Marpen s'est vu décerner le prix régional des chantiers de jeunesse.

## Architecture

### Extérieur
A l'ouest l'église présente une façade formée de deux baies aveugles encadrant un portail à trois voussures. Au chevet, la corniche est ornée de modillons imagés représentant des scènes érotiques, thème surprenant pour un édifice chrétien mais que certains justifient par la formule : « la sainteté à l'intérieur et l'enfer à l'extérieur ». Ces 26 modillons sont des reproductions de modillons présents sur d'autres édifices religieux de la région. 

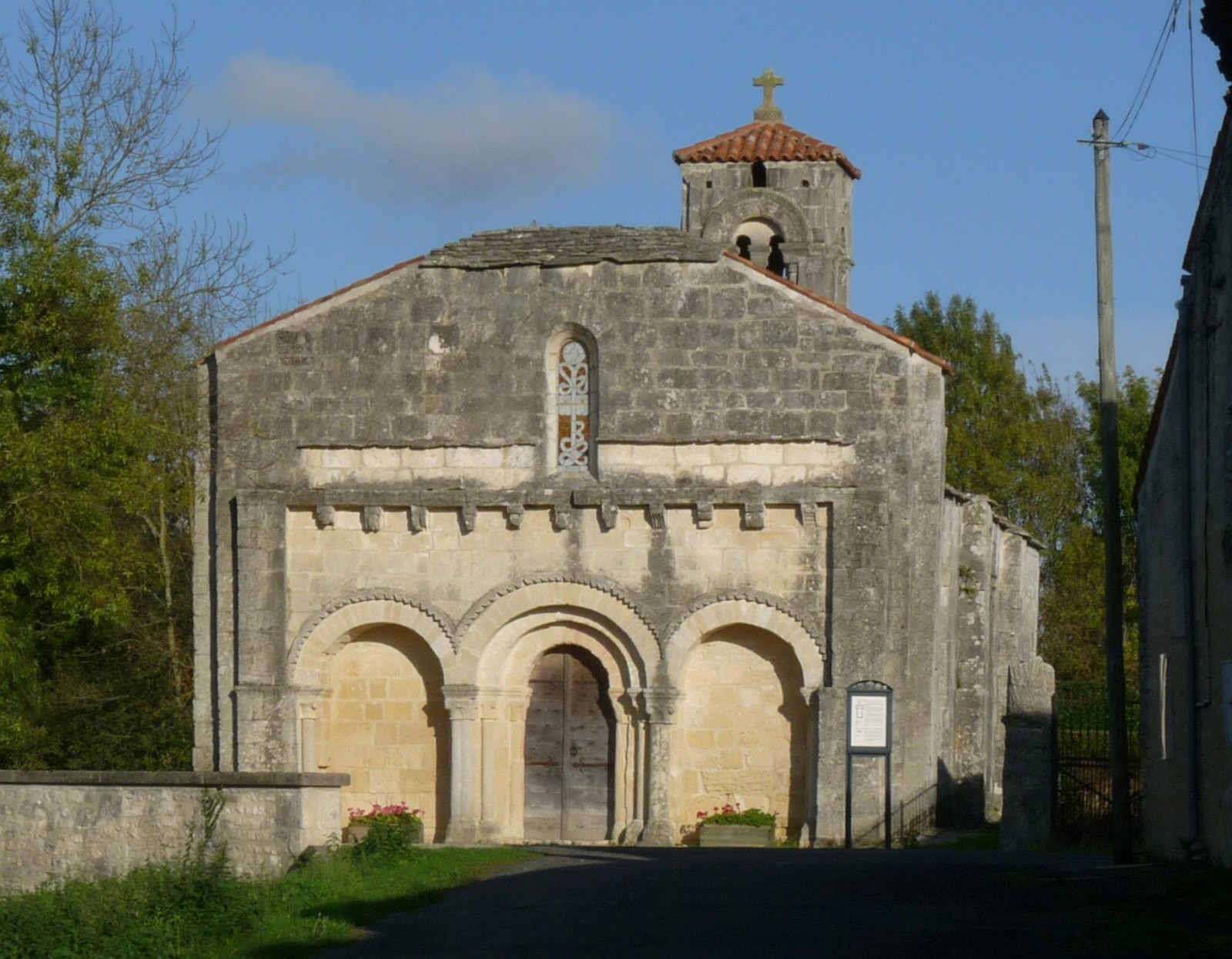
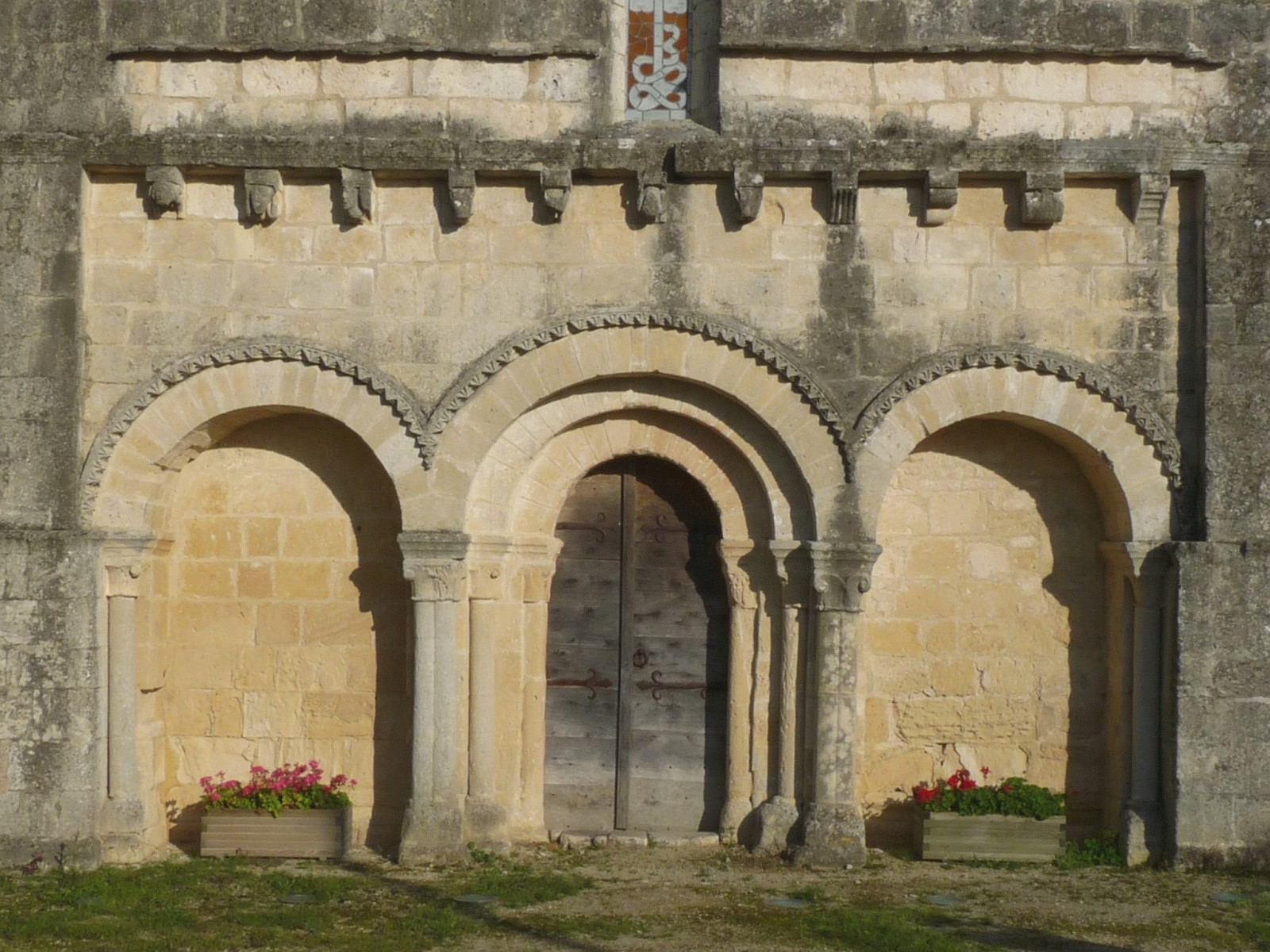
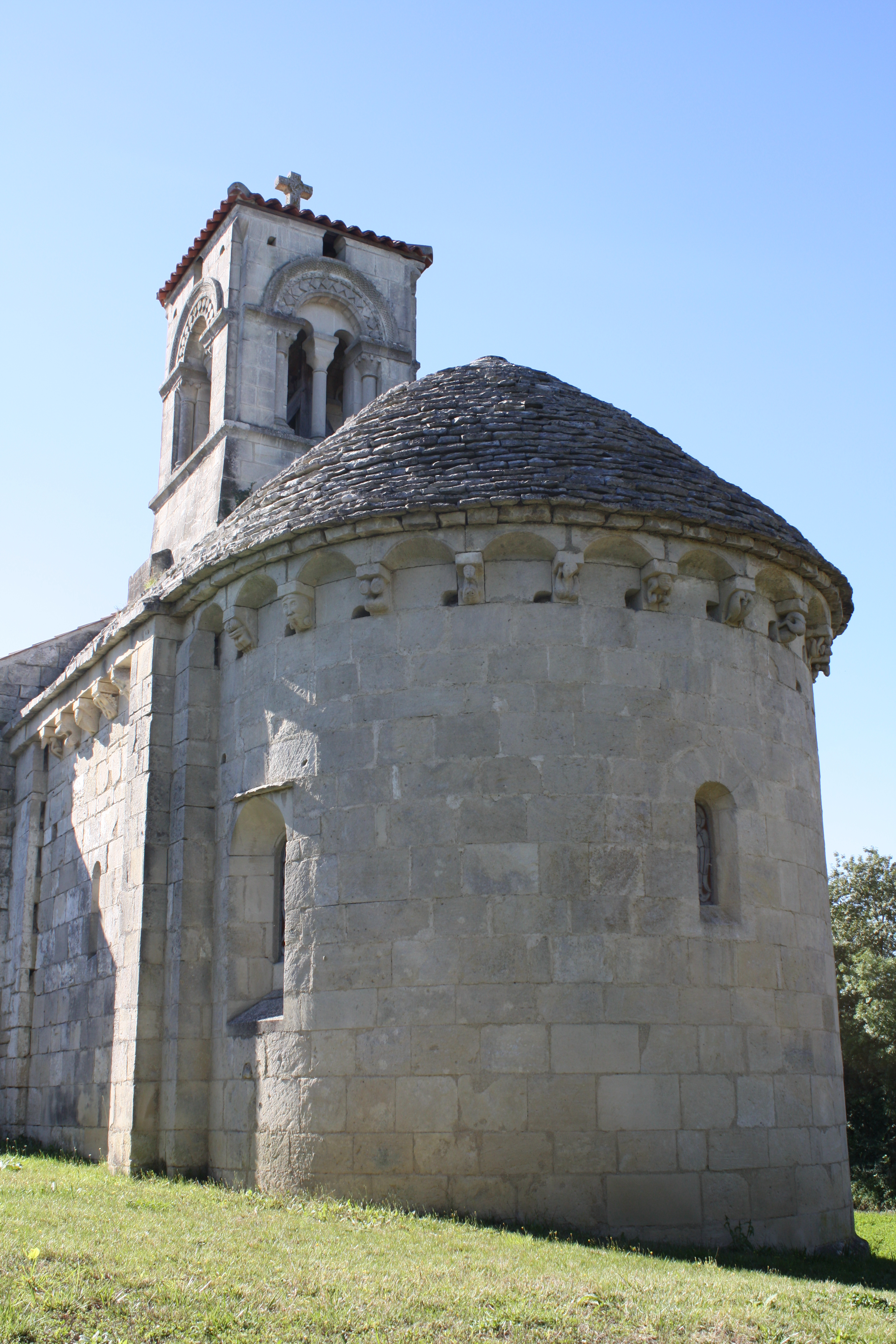
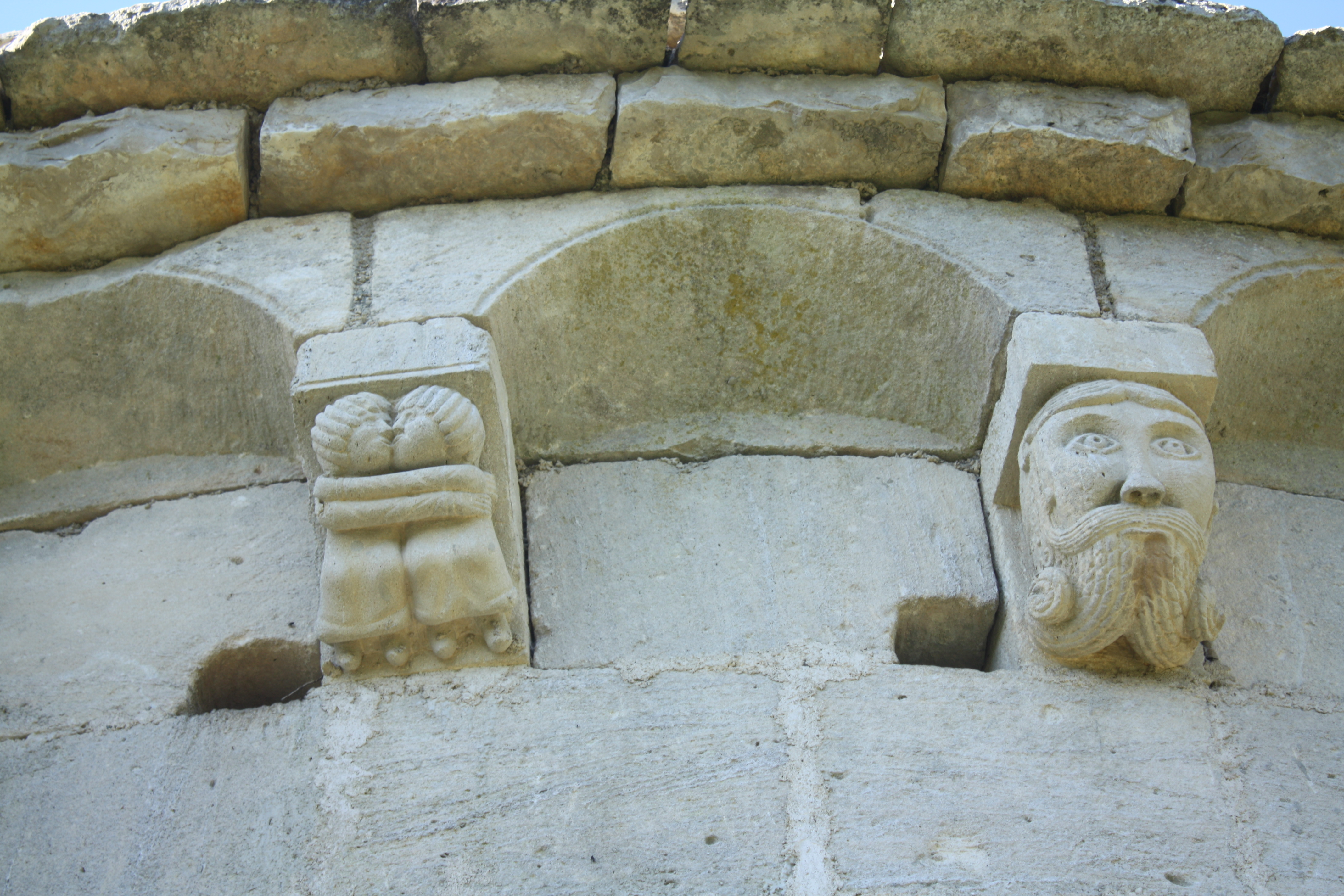

### Intérieur
L'intérieur de l'édifice est de chapiteaux ornés de plantes, d'animaux fantastiques, de personnages grotesques... Les baies sont ornées de vitraux réalisés par Coline Fabre, maître-verrier à Tusson.